# Фау-3

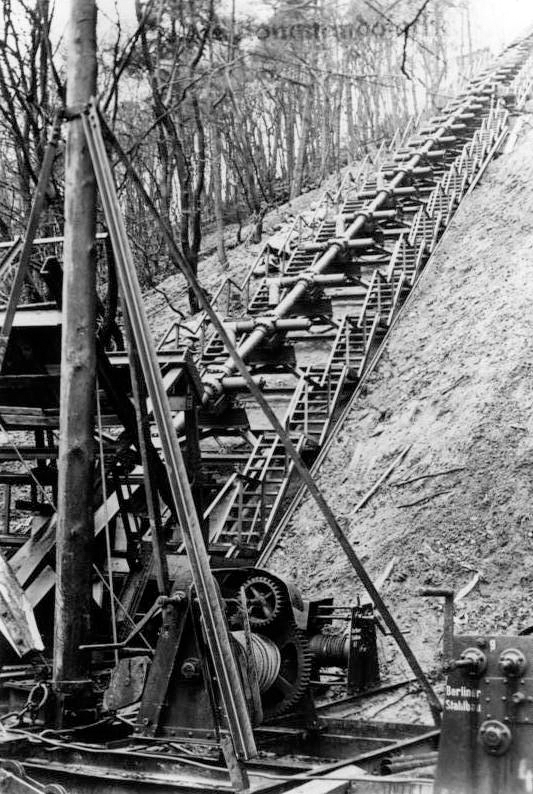
Прототип Фау-3 (1942).

Фау-3 (нім. V-3) — багатокаморна супергармата, третя частина проекту «Зброя відплати» (нім. Vergeltungswaffe), що розроблявся німецькими військовими інженерами під кінець Другої світової війни (Фау-1 і Фау-2 були літаючими бомбами і ракетами відповідно). Проектом керував Вальтер Дорнбергер. Конструктор гармати — головний інженер заводів фірми «Райхлінг» («Reichling Eisen-und Stahlwerke») Август Кендерс.

## Історія
Кодове ім'я проекту — нім. Hochdruckpumpe (нім. — «помпа високого тиску»). Проект мав лише одну мету — зруйнувати Лондон як помсту за нальоти союзної авіації на Німеччину. Гарматний комплекс знаходився у підземному бункері біля Маймоскуса (Mimoyecques) (Франція). Він складався з п'яти незалежних батарей, у кожній з яких було по 5 супергаубиць140 метрів завдовжки (калібр 150 міліметрів), здатних доставити снаряд масою 140 кілограмів на відстань 165 кілометрів. Така фантастична далекобійність досягалася за рахунок особливої конструкції ствола. Уздовж нього були розташовувані камери з додатковими зарядами вибухівки, яка детонувала саме тоді, коли повз неї проходив снаряд. Скорострільність усього комплексу також була дуже високою — до 300 пострілів на годину.
Роботи в Маймоскусі почалися у вересні 1943 року. Сотні робітників (переважна більшість яких були в'язні концтаборів) викопали в пагорбі тунель глибиною 30 метрів і обладнали там бункер, укритий п'ятиметровим шаром бетону.
Союзники швидко довідалися про це. Через два місяці почалися нальоти, але навіть п'ятитонні авіаційні бомби не могли пробити бункер.
Зброя була майже готова, коли 6 липня 1944 року три бомбардувальники з прославленої британської ескадрильї № 617 «Руйнівники дамб» прорвалися через німецькі ППО і йдучи на мінімальній висоті, один з них зміг попасти надважкою бомбою «Tallboy» («Здоровань») у відкриту шахту бункера. Вибух відбувся на глибині 30 метрів, весь персонал і всі робітники були вбиті. Гарматний комплекс постраждав настільки, що вже не підлягав відновленню.

## Технічні дані
Артилерійська гармата мала повну довжину 124 м, калібр 150 мм, вагу 76 тонн. Ствол гармати HDP складався з 32 секцій довжиною 4,48 м; кожна секція мала дві розташовані по ходу ствола і під кутом до нього зарядні камори (всього 60 бічних зарядних камер).
Гармата використовувала стрілоподібний оперений снаряд вагою до 140 кг і довжиною до 3250 мм. Заряд вибухової речовини в снаряді становив близько 25 кг. Згідно розрахунків, дальність польоту стрілоподібного снаряду мала сягати 165 км.

## Галерея

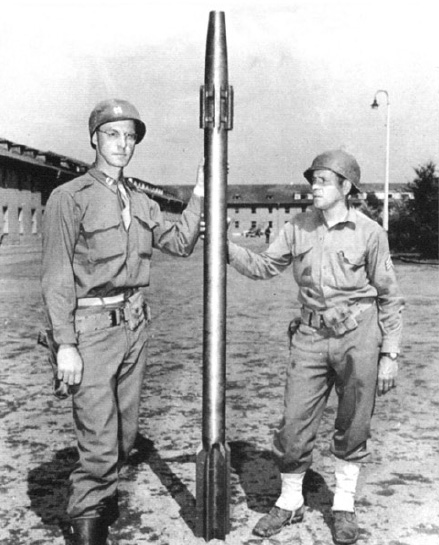
Американські солдати з трофейним снарядом для Фау-3.
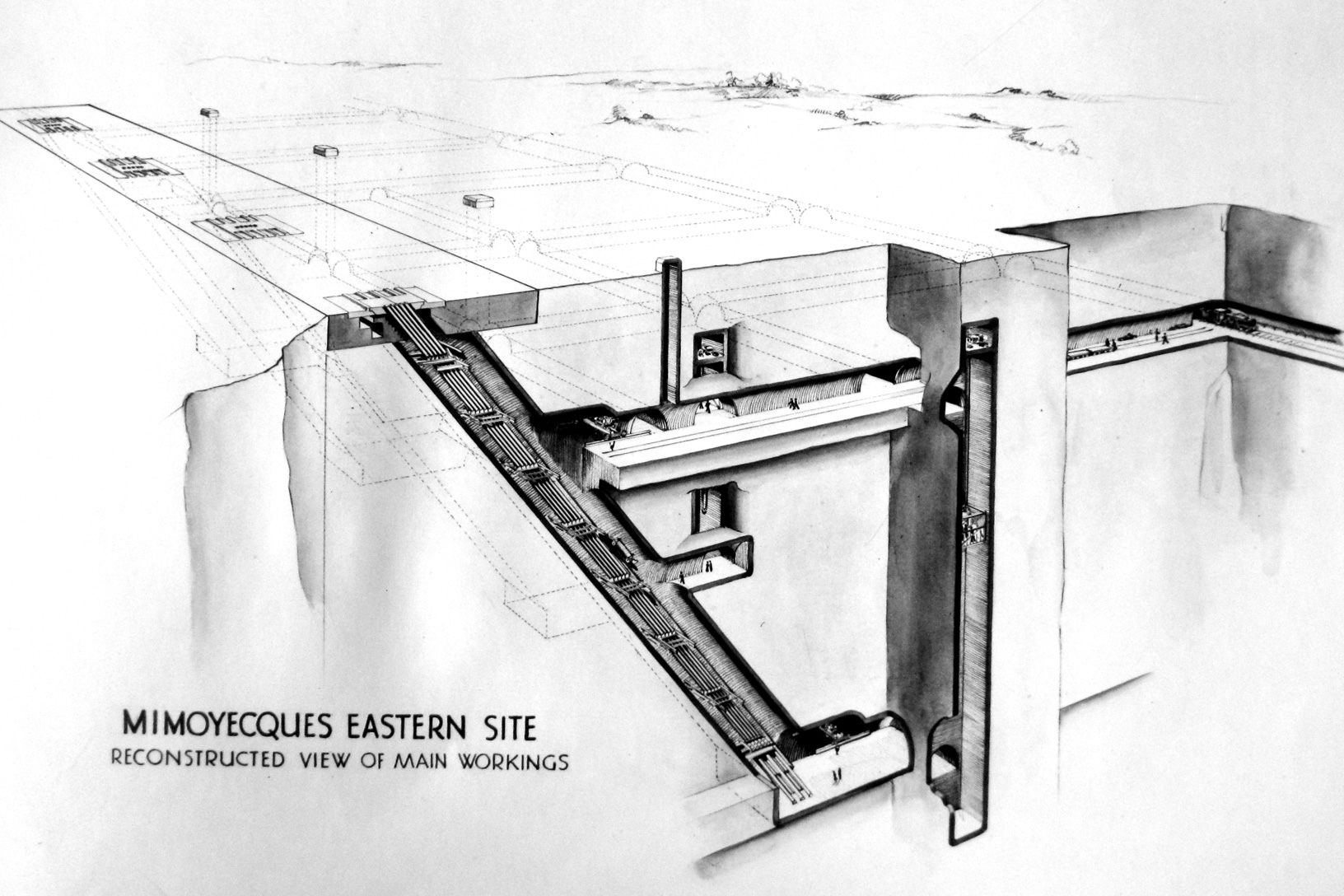
Схема підземного комплексу в Маймокусі, на якій показане розміщення Фау-3.
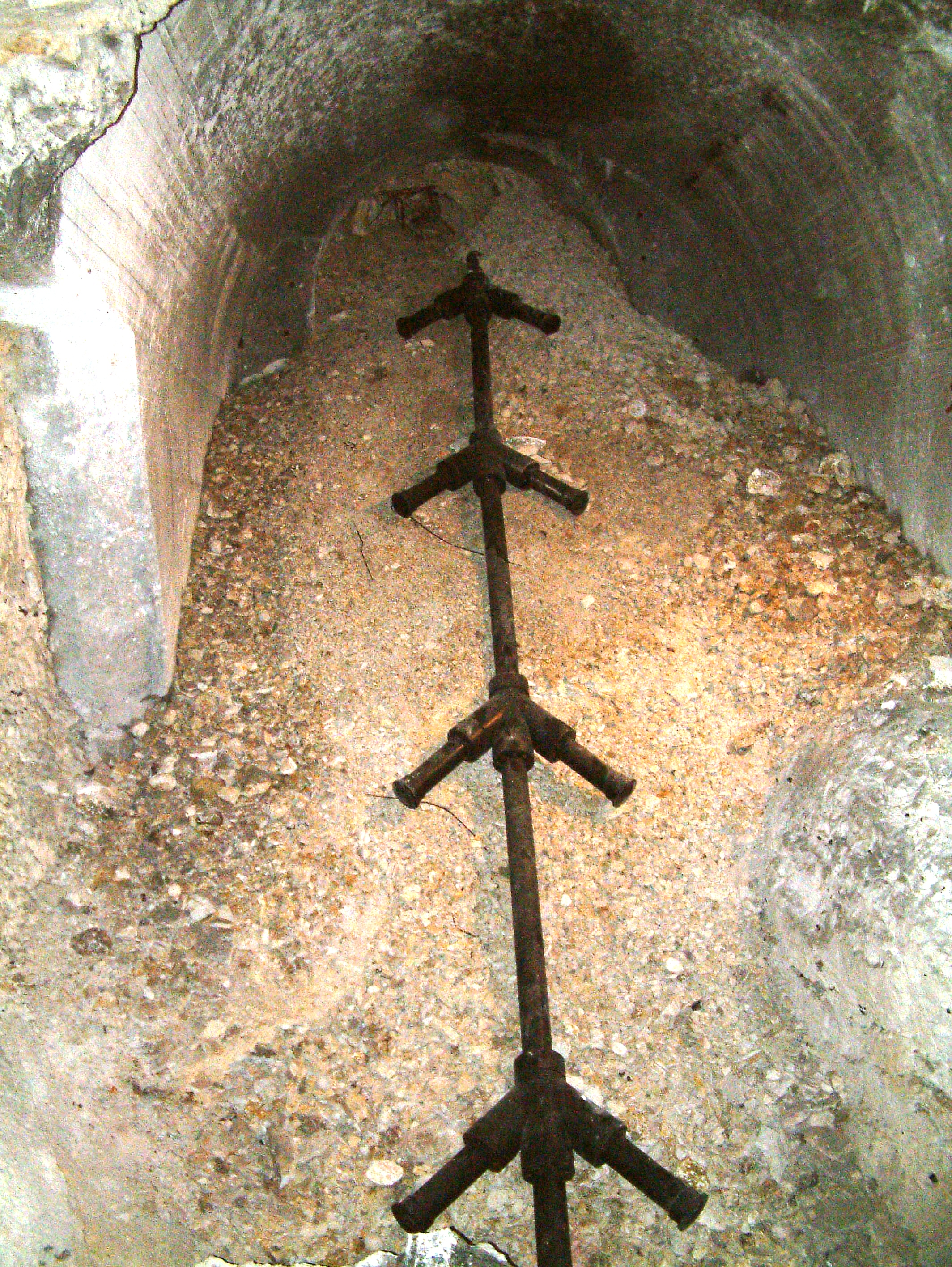
Репліка ствола Фау-3.
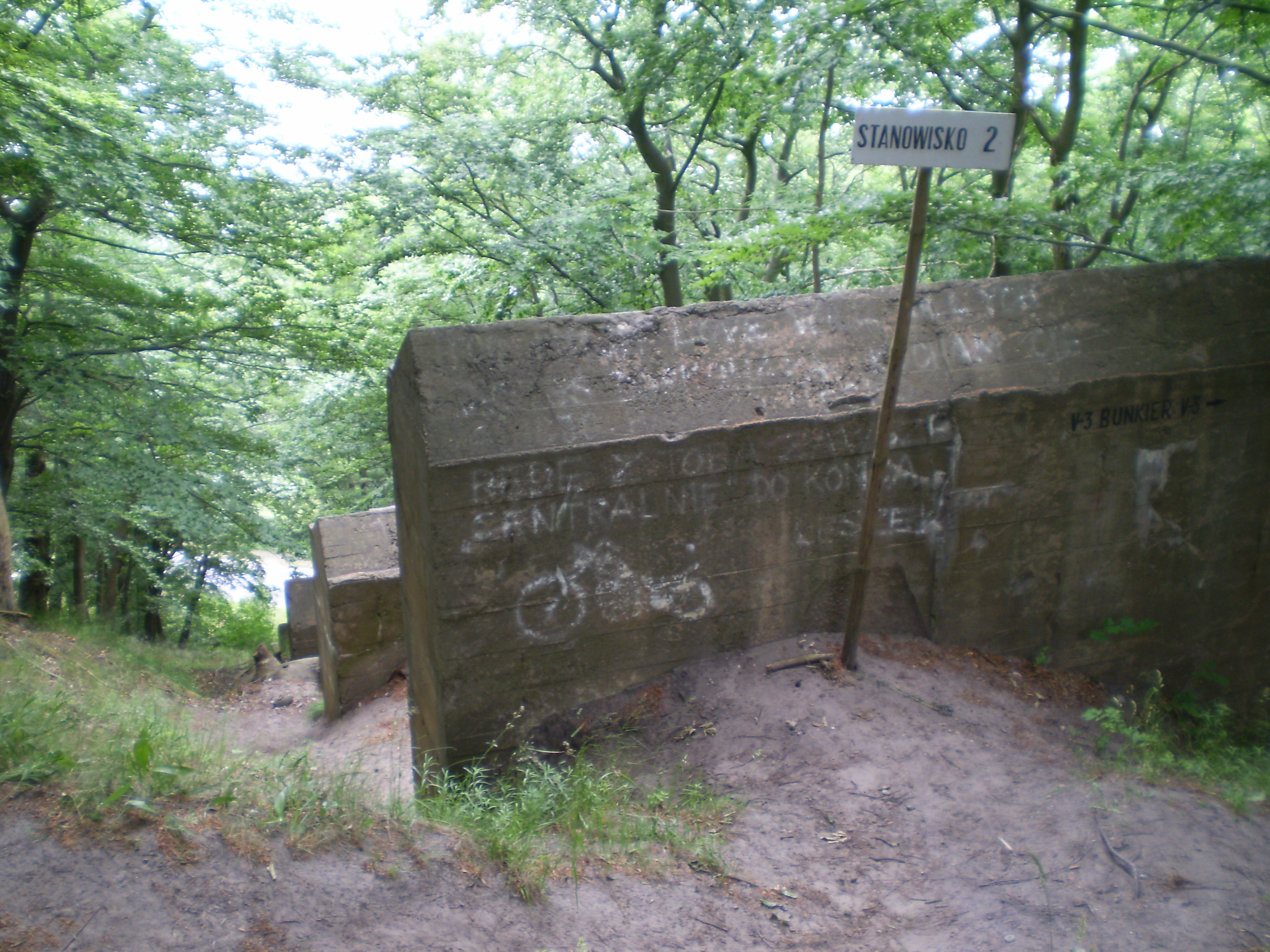
Рештки прототипа Фау-3 біля Мендзиздроє (2008).